# Liste der Kulturdenkmäler in Körperich
In der Liste der Kulturdenkmäler in Körperich sind alle Kulturdenkmäler der rheinland-pfälzischen Ortsgemeinde Körperich einschließlich der Ortsteile Schloß Kewenig, Niedersgegen, Obersgegen und Seimerich aufgeführt. Grundlage ist die Denkmalliste des Landes Rheinland-Pfalz (Stand: 27. Juni 2022).

## Einzeldenkmäler
| Bezeichnung                            | Lage                                                        | Baujahr                    | Beschreibung | Bild                           |
| -------------------------------------- | ----------------------------------------------------------- | -------------------------- | --- | ------------------------------ |
| Schneidemühle                          | Körperich, Bohnenweg 18 Lage                                | um 1800                    | ehemalige Öl- und Schneidemühle; eingeschossiges Wohnhaus auf hohem Kellergeschoss, um 1800 | BW                             |
| Katholische Pfarrkirche St. Hubertus   | Körperich, Hubertusstraße 18 Lage                           | ab 1790                    | Schiffswestwand 1790, Chor und klassizistischer Westturm, bezeichnet 1826, Turmhaube und neubarocker Neubau, 1924–1927, Architekt Eduard Endler, Köln | weitere Bilder Fotos hochladen |
| Hofanlage                              | Körperich, Hubertusstraße 20 Lage                           | 1804                       | großer Dreiseithof; repräsentatives Wohnhaus, bezeichnet 1804 | Fotos hochladen                |
| Friedhofskreuz                         | Körperich, Petrusstraße, auf dem Friedhof Lage              | 1873                       | Sockelkreuz, bezeichnet 1873 | BW                             |
| Katholische Filialkirche St. Dionysius | Niedersgegen, Donatusstraße Lage                            | 1734                       | Saalbau mit haubenbekröntem Dachreiter, bezeichnet 1734 | weitere Bilder Fotos hochladen |
| Quereinhaus                            | Niedersgegen, Donatusstraße 1 Lage                          | 1716                       | Quereinhaus, im Kern (bezeichnet) 1716; Kapelle, bezeichnet 1718 | Fotos hochladen                |
| Wohnhaus                               | Niedersgegen, Donatusstraße 2 Lage                          | Mitte des 19. Jahrhunderts | spätklassizistisches Wohnhaus, Walmdachbau mit repräsentativer Gartenfassade, Mitte des 19. Jahrhunderts | Fotos hochladen                |
| Schlossgut Niedersgegen                | Niedersgegen, Schloßstraße 6 Lage                           | 14. oder 15. Jahrhundert   | Dreiflügelanlage; im Kern mittelalterlicher Wohnturm, 14. oder 15. Jahrhundert, Kapelle 1734 (siehe Donatusstraße: Katholische Filialkirche St. Dionysius), Wirtschaftsgebäude aus dem 19. Jahrhundert; Wohnhaus, aufgesockelter Walmdachbau mit Mezzanin und Seitenrisaliten, 1823, Freitreppe und schmiedeeisernes Gitter wohl um 1900, mit Ausstattung; zwerchhausartig überhöhte Mittelachse des Nordostflügels, wohl um 1860/70 | weitere Bilder Fotos hochladen |
| Wohnhaus                               | Niedersgegen, Schloßstraße 8 Lage                           | Mitte des 19. Jahrhunderts | repräsentatives dreigeschossiges Wohnhaus mit Giebelrisalit, Mitte des 19. Jahrhunderts | Fotos hochladen                |
| Schloss Bouvier                        | Niedersgegen, Schloßstraße 12 Lage                          | Mitte des 19. Jahrhunderts | villenartiges Wohnhaus, kubischer Walmdachbau mit vorgelagertem polygonalem Bauteil, Mitte des 19. Jahrhunderts | weitere Bilder Fotos hochladen |
| Wohnhaus                               | Obersgegen, Antoniusstraße 1 Lage                           | 1787                       | stattliches Wohnhaus mit vierachsigem Wohnteil und einachsigem Backhaus mit Altenteil, bezeichnet 1787 | BW                             |
| Portal                                 | Obersgegen, Antoniusstraße, an Nr. 4 Lage                   | um 1760/70                 | barockes Oberlichtportal, um 1760/70 | BW                             |
| Katholische Filialkirche St. Antonius  | Obersgegen, Kapellenweg 4 Lage                              | 14. oder 15. Jahrhundert   | Maßwerkfenster im Chor und eventuell einige Mauerreste spätmittelalterlich; drei aufwändige Grabsteine, um 1880 (eingelassen) | BW                             |
| Wegekreuz                              | Obersgegen, nördlich des Ortes an der B 50 Lage             | 1950                       | reliefiertes Balkenkreuz, expressionistische Motive, 1950, Bildhauer Hans Scheble, Ellwangen | Fotos hochladen                |
| Schloss Kewenig                        | Schloß Kewenig, östlich von Niedersgegen am Notzenbach Lage | 16. Jahrhundert            | mittelalterlicher turmartiger Kernbau mit vier Rundtürmen, zweites Obergeschoss und Zinnenabschluss angeblich von 1848, Walmdach und zweiachsige Anbauten, zumindest teilweise, von 1848, Kopfbau mit zwei Rundtürmen 1890/91; Gesamtanlage mit Wirtschaftshof, Mitte des 19. Jahrhunderts, und parkartigen Freiflächen | weitere Bilder Fotos hochladen |
| Brücke                                 | Seimerich, Apolloniastraße Lage                             | 1886                       | Brücke über den Gaybach; einbogige verputzte Bruchsteinbrücke, Brüstungsmauer mit Sandsteinabdeckung, bezeichnet 1886 | Fotos hochladen                |